# Сухиничи-Главные
Сухи́ничи-Гла́вные — узловая станция Киевского направления Московской железной дороги, расположенная в городе Сухиничи. Крупнейший железнодорожный узел Калужской области, пересадочная станция пригородных электропоездов, станция стыкования постоянного (к Москве) и переменного (к Брянску) тока.
Станция была открыта в 1899 году. На станции расположен вокзал, станционные постройки и посты.

## Пассажирское движение

### Дальнее следование
В Сухиничах-Главных делают остановку все проходящие пассажирские поезда. Стоянка занимает в среднем 30 минут, так как необходима смена электровоза постоянного тока на электровоз переменного тока или наоборот. Во время таких стоянок местные жители организуют на перронах станции продажу мягких игрушек, сувениров и домашней еды.
По состоянию на 25 марта 2021 года на станции имеют продолжительную остановку поезда дальнего следования Москва — Брянск, Москва — Новозыбков, Москва —Климов
Все поезда международного сообщения (Москва — Киев, Москва — Одесса, Москва — Николаев, Москва — Львов, Москва — Кишинёв), имевшие остановку на станции, в связи с коронавирусной инфекцией и закрытием государственных границ отменены до особого распоряжения.

### Пригородное сообщение
Со станции отправляются пригородные пассажирские поезда до Брянска, Калуги-1, Козельска, Кирова (Фаянсовая) и Спас-Деменска. Для всех пригородных поездов стация является конечной. До станции Калуга-1 курсируют электропоезда ЭД4 постоянного, а до станции Брянск-Орловский — электропоезда ЭД9 переменного тока. До Козельска, Спас-Деменска и Кирова — дизельные рельсовые автобусы РА2, поскольку эти направления не имеют электрификации.

### Перевозчики и расписание
| Перевозчик                       | Дистанция                               | Расписание |
| -------------------------------- | --------------------------------------- | ---------- |
| Российские железные дороги {ФПК) | Дальнее следование                      | РЖД        |
| Центральная ППК                  | Межрегиональное и пригородное сообщение | ЦППК       |

## Достопримечательности
В 2020 году в День города на привокзальной площади был установлен памятник «Паровоз Л-3482». Паровоз был доставлен с Красноярской железной дороги и восстановлен на заводе в Рославле.

## Коммерческие операции, выполняемые на станции
- Продажа билетов на все пассажирские поезда. Приём и выдача багажа.
- Приём и выдача повагонных отправок грузов, допускаемых к хранению на открытых площадках станций.
- Приём и выдача грузов в универсальных контейнерах массой брутто 3,3 (5) и 5,5 (6) т на станциях[5].